# Hrusko-Lomiwka
Hrusko-Lomiwka (ukrainisch Грузько-Ломівка; russisch Грузско-Ломовка/Grusko-Lomowka) ist eine Siedlung städtischen Typs im Osten der Ukraine in der Oblast Donezk mit etwa 600 Einwohnern.

## Geographie
Die Siedlung städtischen Typs liegt im Donezbecken, etwa 17 Kilometer südöstlich des Oblastzentrums Donezk und 19 Kilometer südöstlich des Stadtzentrums von Makijiwka, zu dessen Stadtkreis sie zählt, entfernt, durch den Ort fließt der Fluss Hruska (Грузька), die Stadt Mospyne schließt sich unmittelbar im Süden an das Ortsgebiet an.
Der Ort gehört zur Siedlungsratsgemeinde von Hrusko-Sorjanske (5 Kilometer nordwestlich gelegen), welche verwaltungstechnisch dem Stadtrajon Hirnyz innerhalb von Makijiwka zugeordnet ist.

## Geschichte
Der Ort entstand schon vor dem 19. Jahrhundert, 1961 bekam Hrusko-Lomiwka den Status einer Siedlung städtischen Typs, seit Sommer 2014 ist der Ort im Verlauf des Ukrainekrieges durch Separatisten der Volksrepublik Donezk besetzt.
1997 wurde im Ort das Kasperow-Frauenkloster (Касперівський монастир) eröffnet.